# جوناثان نيومان
جوناثان نيومان (بالإنجليزية: Jonathan Newman)‏ هو كاتب سيناريو ومخرج بريطاني، ولد في 1 سبتمبر 1972 في لندن في المملكة المتحدة.

## وصلات خارجية
- جوناثان نيومان على موقع IMDb (الإنجليزية)
- جوناثان نيومان على موقع ألو سيني (الفرنسية)
- جوناثان نيومان على موقع أول موفي (الإنجليزية)
- جوناثان نيومان على موقع قاعدة بيانات الأفلام السويدية (السويدية)
- جوناثان نيومان على موقع قاعدة بيانات الفيلم (الإنجليزية)
- جوناثان نيومان على موقع كينوبويسك (الروسية)